# Шаојанг
Шаојанг (邵阳) град је Кини у покрајини Хунан. Према процени из 2009. у граду је живело 668.455 становника.

## Становништво
Према процени, у граду је 2009. живело 668.455 становника.
| 1990.   | 2000.   | 2009    |
| ------- | ------- | ------- |
| 522.725 | 608.648 | 668.455 |